# Catasetum maroaense
Catasetum maroaense là một loài thực vật có hoa trong họ Lan. Loài này được G.A.Romero & C.Gómez mô tả khoa học đầu tiên năm 2000.